# Република Српска на играма БРИКС-а
Република Српска је до сада самостално учествовала један пут на Спотским играма БРИКС-а. Дебитовала је на 5. спортским играма БРИКС-а, које су одржане у периоду 12 - 23 јуна 2024. у руском граду Казању. Ово је уједно био први наступ репрезентације Републике Српске на једном међународном такмичењу у индивидуалним и колективним спортовима, под својим националним обиљежјима.
Спортске игре БРИКС-а су годишњи међународни мулти-спортски догађај који земље БРИКС-а организују од 2016. године. Догађај обично организује држава која предсједава групом БРИКС.

## Историја
Спортске игре БРИКС-а се одржавају сваке године почевши од 2016. када су одржане пробне игре. Током 2019, 2020 и 2021. спортске игре су одржане у онлајн форми, а што је настало као посљедица епидемије изазване Корона вирусом.
Република Српска је први пут учествовала на играма током 2024. године, када су одржане до сада најмасовније игре са највећим броја држава учесница, спортова и спортиста. На петим по реду спортским играма БРИКС-а, не рачунајући игре које су оджане у онлајн формату, Република Српска је први пут на неком међународном такмичењу у колективним и индивидуалним спортским дисциплима наступила под својим националним обиљежјима. Делегацију Републике Српске на играма у Казању чинило је 64 спортиста који су узели учешће у осам спортих дисциплина, гимнастици, каратеу, џудоу, пливању, кошарци, е-спорту, тенису, стоном тенису.
Почетком јуна мјесеца, у Бања Луци је службено представљен први национални тим Републике Српске, који ће узети такмичење на Играма БРИКС-а у Казању. Тим поводом, на платоу националног тениског центра у Бањалуци, приређен им је свечани испраћај. На првом међународном наступу, национални тим Републике Српске је понио надимак „Божури”.
Током свечаног дефилеа спортских репрезентација на отварању игара, заставу Републике Српске је носила источносарајевска каратисткиња Марина Куртеш, првакиња Републике Српске у овом спорту. Прву медаљу за национални тим Републике Српске, а при њеном првом учествовању у међународним спортским такмичењима освојио је Павле Дујаковић, каратиста из Бања Луке.
На петим спортским играма БРИКС-а, поред традиционалних спортова уведени су и нови видови спортских дисциплина који представљају спајање физичког спорта и компјутерске игре тог спорта. Један од таквих спортова је и „фиџитал” кошарка. У овој спортској дисциплини је учествовала и репрезентација Републике Српске. Овакав вид спортова први пут је престављен почетком 2024. године на првим до тада организованим Играма будућности

## Медаље
Вјечна табела освојених медаља на играма БРИКС-а.

### Освојене медаље по спортовима
| Спорт                 | Злато | Сребро | Бронза | Укупно |                 |   |   |   |   |
| --------------------- | ----- | ------ | ------ | ------ | --------------- | - | - | - | - |
| Спорт                 | Злато | Сребро | Бронза | Укупно | Фиџитал кошарка | 0 | 0 | 0 | 0 |
| Пливање               | 0     | 0      | 0      | 0      |                 |   |   |   |   |
| Карате                | 0     | 0      | 1      | 1      |                 |   |   |   |   |
| Ритмичка гимнастика   | 0     | 0      | 0      | 0      |                 |   |   |   |   |
| Стони тенис           | 0     | 0      | 0      | 0      |                 |   |   |   |   |
| Умјетничка гимнастика | 0     | 0      | 0      | 0      |                 |   |   |   |   |
| Џудо                  | 0     | 0      | 2      | 2      |                 |   |   |   |   |
| Тенис                 | 0     | 0      | 0      | 0      |                 |   |   |   |   |
| Укупно (8)            | 0     | 0      | 3      | 3      |                 |   |   |   |   |

### Освајачи медаља
| #  | Медаља | Такмичар(и)     | Игре БРИКС-а | Спорт  | Дисциплина    |
| -- | ------ | --------------- | ------------ | ------ | ------------- |
| 1. | Бронза | Павле Дујаковић | Казањ (2024) | Карате | до 60 кг М    |
| 2. | Бронза | Софија Пајић    | Казањ (2024) | Џудо   | до 78 кг Ж    |
| 3. | Бронза | Лана Бјелица    | Казањ (2024) | Џудо   | преко 78 кг Ж |